# Drogden
El estrecho de Drogden separa a la isla de Amager, donde se encuentra el aeropuerto de Copenhague-Kastrup, de la isla artificial de Saltholm, en proximidades del estrecho de Øresund, en Dinamarca. Es atravesado por el túnel que forma parte del puente de Oresund.
El estrecho tiene un canal de navegación de 300 metros de ancho y 7,7 metros de profundidad, señalizado por boyas y faros. Es transitado por más de 30 000 barcos cada año. El paso por el canal está sometido a regulaciones por parte de la autoridad marítima de Dinamarca. Los barcos de más de 35 metros de altura sobre la línea de flotación, deben solicitar un permiso especial, debido a la cercanía con el aeropuerto y el consiguiente tráfico aéreo.